# Sacra Dorsa
I Sacra Dorsa sono una struttura geologica della superficie di Marte.